# Miquel Carbonell i Selva
Miquel Carbonell i Selva (in spagnolo: Miguel Carbonell y Selva; Molins de Rei, 23 luglio 1854 – Barcellona, 14 maggio 1896) è stato un pittore e poeta spagnolo di lingua e cultura catalana. 
È noto soprattutto per i suoi ritratti realistici e per i suoi paesaggi dipinti lungo l'area del fiume Llobregat.

## Biografia
Miquel Carbonell nacque a Molins de Rei nel 1854. Nel 1864, all'età di soli dieci anni, Miquel sviluppò un tumore alla gamba che lo costrinse a letto per un anno e gli causò dei danni permanenti, a tal punto che dovette utilizzare un bastone per camminare per tutta la vita. A tredici anni divenne un apprendista d'arte a Barcellona e due anni dopo si iscrisse alla scuola de la Llotja, dove studiò con Antoni Caba.

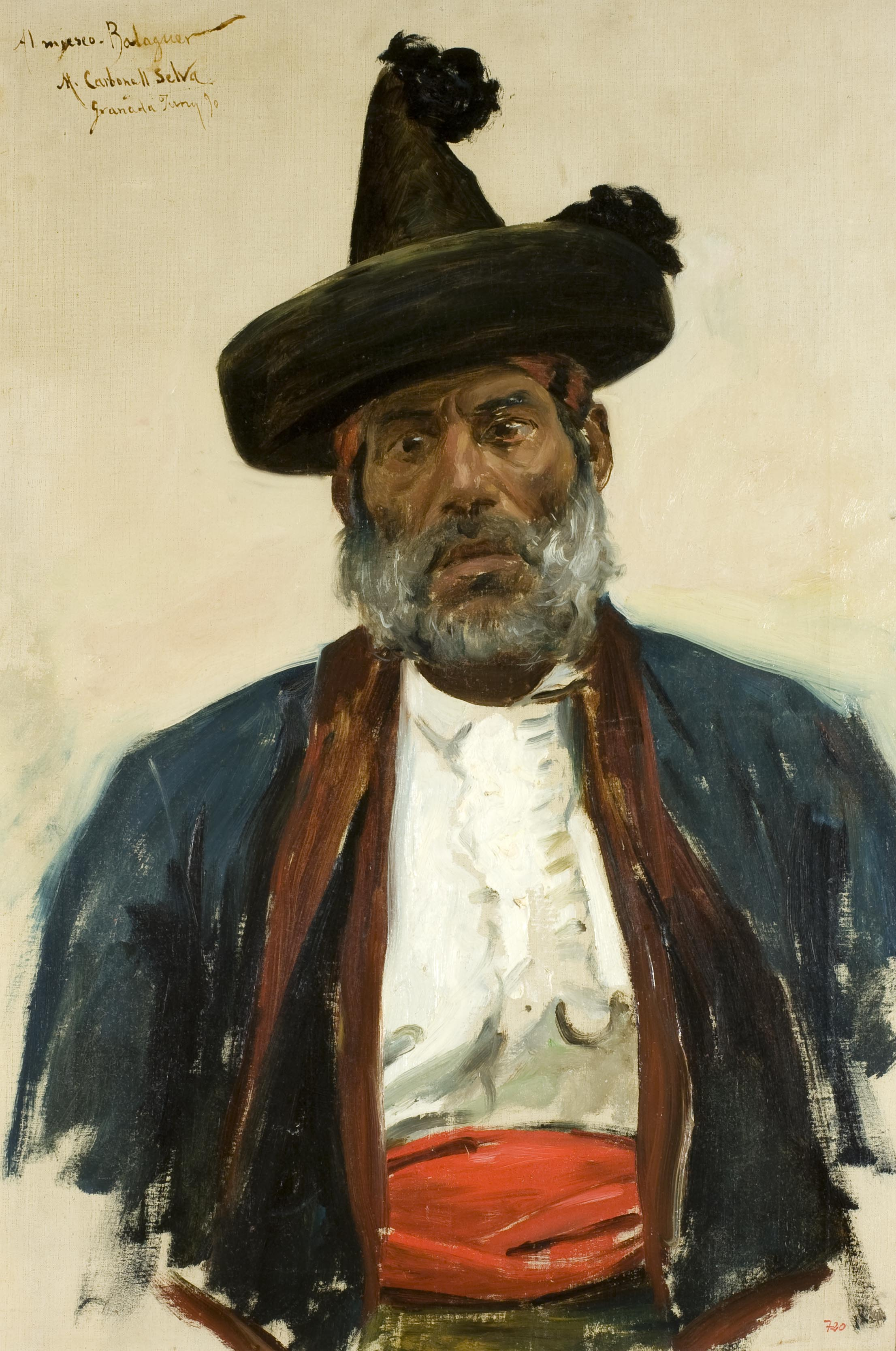
Ritratto di Mariano Fernández, detto "Chorrojumo, il re dei gitani", 1890

La sua prima esposizione avvenne nel 1872, alla società di belle arti. Fu qui che il giovane completò gli studi, nel 1875, dopo aver ricevuto dei premi per la composizione, il colore e la prospettiva. Dopodiché, continuò i suoi studi a Roma, grazie a una borsa di studio che gli aveva fornito Ferran Puig i Gibert, un finanziere illustre. Nel 1880, egli si trasferì a Madrid, anche se passò comunque del tempo a Barcellona e nella sua nativa Molins de Rei, dove nel 1882 si sarebbe sposato con Escolàstica Rodon i Pujol, dalla quale ebbe due figli (Francesc e Teresa). Nel 1881 espose un dipinto ritraente la poetessa greca Saffo all'esposizione nazionale di belle arti. Mentre si trovava a Madrid, inoltre, lavorò per le decorazioni interne di alcuni edifici.
Nel 1889, si unì ad altri artisti catalani (tra cui Josep Lluís Pellicer i Fenyé) e andò a Parigi per partecipare all'esposizione universale con le opere Pauvre mère!, Cimitero e Ganin de la haute montagne de Catalogne. In questo periodo egli cominciò a pubblicare delle poesie ne Lo Gai Saber e nel Calendari Català.
Nel 1902, sei anni dopo la scomparsa di Miquel, il consiglio municipale della sua città natale votò per intitolare una strada in suo onore.

## Poesia
- 1878: Refilant, Mon Esperit, A ma mare
- 1879: A la vila de Molins de Rei
- 1880: A Catalunya
- 1881: Enlairament
- 1882: Treball (Déu feu el món), A ma volguda Escolàstica, Primavera
- 1883: A ma esposa Escolàstica Rodon, A la vila de Molins de Rei, Esclavitud i llibertat, Bon temps, Himne matinal
- 1884: El meu infant, A Castellar
- 1885: Pàtria
- 1886: Calamarsa
- 1888: A Enric Bernis
- 1889: Abril
- 1890: El desterrat e A ma mare
- 1895: Sofreixo motíssim... e Sembla impossible

## Omaggi
- Nel 1946, a cinquant'anni dalla morte dell'artista, vennero realizzati degli eventi a Molins de Rei da parte dell'organizzazione Estudi D'art Dramàtica: in uno di questi, un necrologio, il poeta Mateu Janés i Duran lesse una sua poesia inedita dedicata al pittore.[senza fonte]
- La Fondazione Miquel Carbonell i Selva, con sede a Barcellona, si occupa di divulgare le opere dell'artista e di organizzare delle attività culturali.[6]

- Nel 1996, per il centenario della sua morte, il comune di Molins de Rei organizzò un'attività culturale intitolata L'any del nostre pintor, Miquel Carbonell i Selva (1854-1896) ("L'anno del nostro pittore, Miquel Carbonell i Selva, 1854-1896" in catalano).[7]

## Galleria d'immagini

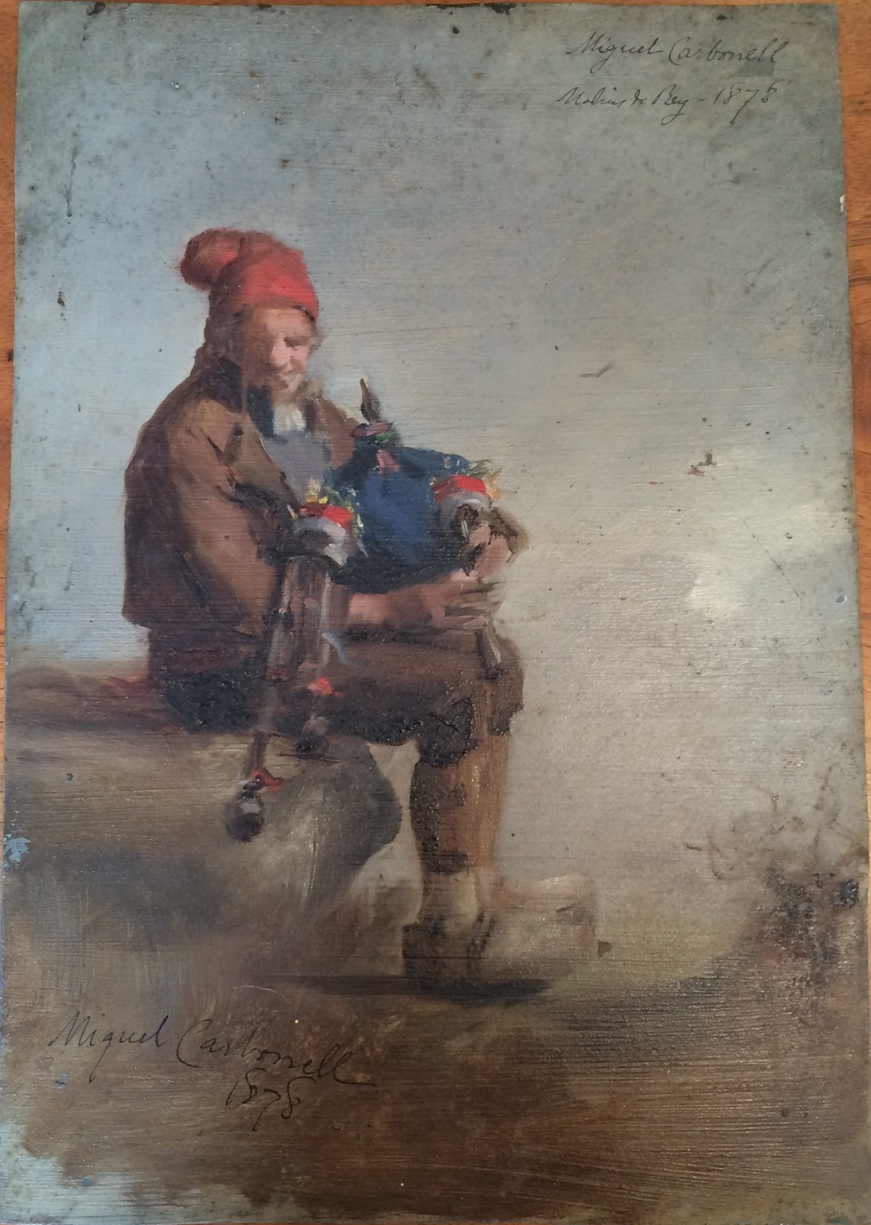
Musicista con la cornamusa, 1878
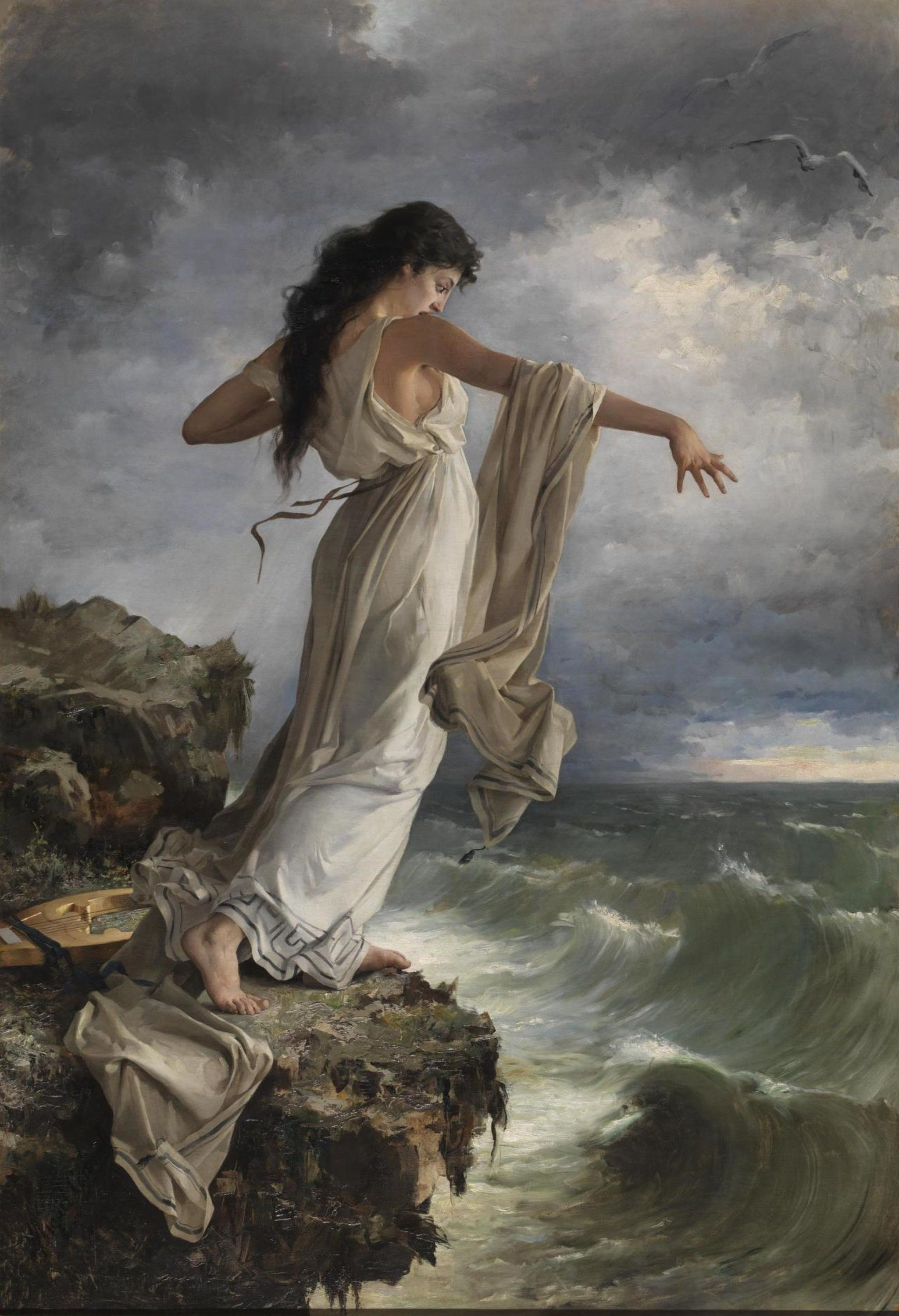
Saffo sulla rupe di Leucate, 1881
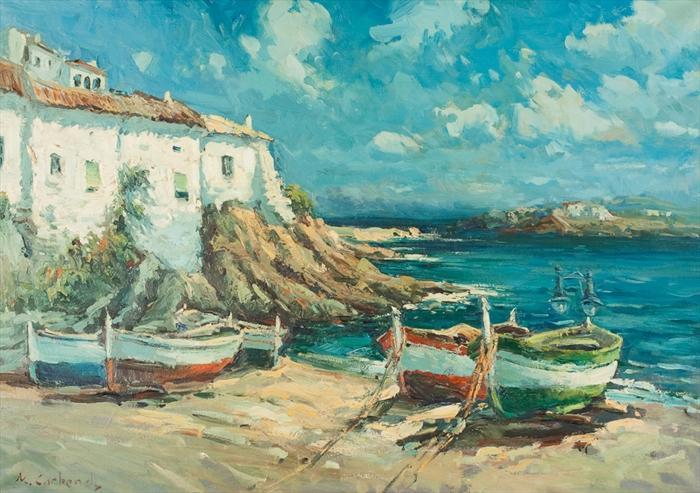
Cadaqués sulla Costa Brava, ante 1896